# Centurieforsamlingen
Centurie-forsamlingen (latin: comitia centuriata) i den Romerske Republik var en af de tre stemmeberettigede forsamlinger i henhold til den republikkens forfatning. Forsamlingen fik navnet centurie, da den oprindeligt inddelte romerske borgere i grupper på hundrede mænd efter klasser. Centurierne afspejlede oprindeligt militær status, men blev senere baseret på de enkelte centuriernes medlemmers formue. Centurierne samledes i Centurie-forsamlingen til lovgivningsmæssige, valgmæssige og retslige anliggender. Flertallet af stemmer inden for enhver centurie besluttede, hvordan den pågældende centurie samlet set stemte. Hvert centurie havde én stemme – uanset hvor mange vælgere hvert centurie havde eller repræsenterede. Når et flertal af centurierne havde stemt for (eller mod) en given foranstaltning, blev afstemningen i Centurie-forsamlingen afsluttet og sagen var afgjort.
Kun Centurie-forsamlingen kunne erklære krig eller vælge de højest rangerende romerske magistrater, såsom konsuler, praetorer og censorer. Centurie-forsamlingen kunne også vedtage en lov, der tildelte forfatningsmæssige beføjelser eller imperium til konsuler og praetorer (lex de imperio eller "lov om imperium"), og censorbeføjelser til censorer (lex de potestate censoria eller "loven om censoriske beføjelser"). Derudover fungerede Centurie-forsamlingen som den højeste appeldomstol i visse retssager – særligt sager, der involverede perduellio (dødsstraf for landsforræderi) – og ratificerede resultaterne af en folketælling.
Idet romerne anvendte en form for direkte demokrati stemte borgere – og ikke valgte repræsentanter – ved hver forsamling. Vælgere havde som sådan ingen magt, ud over magten til at afgive en stemme. Forsamlingen blev ledet af én enkelt romersk magistrat, og det var således den ledende magistrat, der traf alle beslutninger om sager om procedure og lovlighed. I sidste ende var den ledende magistrats magt over forsamlingen næsten absolut. Den eneste kontrol af denne magt kom i form af nedlagte vetoer fra andre romerske magistrater – og beslutninger truffet af ledende magistrater kunne også blive omgjort ved nedlægges af veto af højere rangerende magistrater (for eksempel kan en konsul nedlægge veto mod en praetor). Derudover kunne der, for enhver beslutning truffet af en ledende magistrat, nedlægges veto af en magistrat kendt som en plebejertribun (eller folketribun).

## Forsamlingens procedure
I det romerske system med direkte demokrati var der to primære typer af forsamlinger til at stemme om lovgivningsmæssige, valgmæssige og retslige anliggender. Den første var folkeforsamlingerne (comitia, bogstaveligt talt "gå sammen" eller "mødested"). Centurie-forsamlingen var en comitia. Comitia var forsamlinger, som repræsenterede alle borgere, og blev brugt til officielle formål, såsom vedtagelse af love. En sådan forsamlings handlinger gjaldt for alle medlemmer af denne forsamling. Den anden type af forsamlinger var Rådet (concilium), som var et forum, hvor en bestemt klasse af borgere mødtes. I modsætning til disse forsamlinger, var konventioner (conventio, bogstaveligt talt "samlede") et uofficielt forum for kommunikation. Konventionerne var således fora, hvor romerne mødtes til specifikke uofficielle formål, som for eksempel for at høre en politisk tale. Private borgere, der ikke havde politiske hverv, kunne kun tale for et konvent og ikke for en forsamling eller et råd. Konventionerne var simpelthen møder, og der kunne ikke her træffes juridiske eller lovgivningsmæssige beslutninger. Vælgerne samledes altid først i konventioner for at høre debatter og udføre anden forretningsorden, hvorefter de samles i forsamlinger eller råd for at stemme.
Der skulle altid gives varsel i forvejen, før Centurie-forsamlingen kunne afholde en afstemning. Ved valg skulle der gå mindst tre markedsdage (ofte svarende til mere end 17 dage) mellem annonceringen af valget til selve valgdagen. I løbet af denne periode (trinundinum) interagerede kandidaterne med vælgerne, og der kunne hverken foreslås eller stemmes om lovgivning. I år 98 f.Kr. blev der vedtaget en lov (lex Caecilia Didia), I år 98 f.Kr. blev der vedtaget en lov. Ved straffesager skulle forsamlingens ledende magistrat informere den anklagede på den første dag af efterforskningen (anquisito). Ved dagens afslutning skulle magistraten give den anklagede endnu en besked (diem prodicere) om efterforskningens status. Efter afslutningen af efterforskningen skulle der gå tre markedsdage, før der kunne tages en endelig afstemning om domfældelse eller frifindelse.
Kun én forsamling kunne fungere på et givet tidspunkt, og enhver session, der allerede var i gang, kunne opløses, hvis en magistraten "kaldte vælgerne bort" (avocare). Foruden den præsiderende magistrat var der ofte flere andre magistrater til stede for at hjælpe. De hjalp med at løse proceduremæssige stridigheder og gav vælgerne mulighed for at appellere beslutninger truffet af den præsiderende magistrat. Der var også religiøse embedsmænd (kendt som augurer) til stede eller på vagt. De skulle hjælpe med at fortolke gudernes tegn (omens), da romerne troede, at guderne udtrykte deres godkendelse eller misbilligelse af foreslåede handlinger. Desuden blev der foretaget en foreløbig søgning efter varsler (regi) af den præsiderende magistrat aftenen før hvert møde. Flere gange benyttede præsiderende magistrater påstanden om dårlige varsler som en undskyldning for at udsætte en session, der ikke gik deres vej. I 162 annullerede den ledende magistrat, Tiberius Sempronius Gracchus, valget af konsulerne Publius Cornelius Scipio Nasica Corculum og Gajus Marcius Figulus, fordi han fandt ud af, at han ikke havde gennemført auspicierne korrekt. Konsulerne blev tvunget til at træde tilbage, og der blev afholdt nye valg.
På afstemningsdagen samledes vælgerne først i deres konvention (conventio) til debat og kampagner. I konventionerne var vælgerne ikke sorteret i deres respektive centurie. Taler fra private borgere blev kun hørt, hvis det spørgsmål, der skulle stemmes om, var et lovgivningsmæssigt eller retligt anliggende – og her selv kun, hvis borgeren fik tilladelse fra præsiderende magistrat. Hvis formålet med den ultimative afstemning var et valg, blev der ikke hørt taler fra private borgere, og i stedet brugte kandidaterne til embedet konventionen til at føre valgkamp. Under konventet blev det lovforslag, der skulle stemmes om, læst op for forsamlingen af en embedsmand kendt som en "Herald". En plebejertribun kunne bruge hans veto mod den pågældende lovgivning indtil dette tidspunkt, men ikke efter.
Vælgerne fik herefter besked på at opløse forsamlingen ("gå hver til jeres egne grupper", eller discedere, quirites) og lade sig samle i deres respektive centurier. Vælgerne samledes bag et indhegnet område og stemte ved at lægge en sten eller en skriftlig stemmeseddel i en passende krukke. Kurvene (cistae), der holdt stemmerne, blev overvåget af specifikke embedsmænd (custodes), som derefter talte stemmesedlerne og rapporterede resultaterne til den præsiderende magistrat. Flertallet af stemmer i enhver centurie afgjorde, hvordan det pågældende centurie stemte. Hvis processen ikke var afsluttet ved mørkets frembrud, blev vælgerne afskediget uden at have truffet en beslutning, og processen måtte begynde igen dagen efter.

## Ledende magistrat og valg
Den ledende magistrat sad på en særlig stol ("curule-sæde"), bar en toga med lilla kant og blev ledsaget af livvagter kaldet liktorer. Hver liktor bar symbolet på statsmagten, fasces, som var et bundt hvide birketræsris, bundet sammen med et rødt læderbånd til en cylinder og med en klinge på siden, der stak ud fra bundtet. Mens vælgerne i denne forsamling bar hvide ikke-udsmykkede togaer og var ubevæbnede, var de stadig soldater, og som sådan kunne de derfor ikke mødes inden for den fysiske grænse af byen Rom (pomerium). På grund af dette, såvel som forsamlingens store størrelse (hele 373 centurier), mødtes forsamlingen ofte på Marsmarken (latin: Campus Martius), som var en stor mark beliggende lige uden for bymuren. Formanden for Centurie-forsamlingen var sædvanligvis en konsul (selvom det nogle gange var en prætor). Kun konsuler (den højest rangerende af alle romerske magistrater) kunne være formand over Centurie-forsamlingen under valg, fordi de højere rangerende konsuler altid blev valgt sammen med de lavere rangerende prætorer. Konsuler og prætorer blev normalt valgt i juli og tiltrådte i januar. To konsuler og mindst seks prætorer blev valgt hvert år for en årlig periode, der begyndte i januar og sluttede i december. I kontrast til dette blev der i gennemsnit valgt to censorer hvert femte år. Hver femte år, efter at de nye konsuler for året havde tiltrådt, var de formand over Centurie-forsamlingen, mens den valgte de to censorer.

## Serviansk organisation
Centurie-forsamlingen blev angiveligt grundlagt af den legendariske romerske konge Servius Tullius – mindre end et århundrede før grundlæggelsen af den Romerske Republik i 509 f.Kr. Som sådan var det oprindelige struktur og design af Centurie-forsamlingen kendt som "Serviansk Organisation". Under denne struktur var forsamlingen angiveligt designet til at afspejle den romerske hær, som den så ud i perioden for det Romerske Kongerige. Denne opdeling medførte således, at borger-soldaterne havde ansvaret for at vælge konsulerne og praetorerne – og derved deres ledere. Den romerske hær var baseret på enheder kaldet centurier, som kan sammenlignes med kompagnier i en moderne hær. Mens centurier i den romerske hær altid bestod af omkring hundrede soldater, bestod centurier i Centurie-forsamlingen normalt ikke af hundrede personer. Dette skyldtes, at kvalifikationerne for medlemskab i ét stemmeberettigede centurie ikke ændrede sig over tid, hvilket stod i kontrast til et militært centurie (hvor kvalifikationerne ændrede sig over tid).
Soldater i den romerske hær blev klassificeret på baggrund af den mængde ejendom, som de ejede. Derfor rangerede soldater med mere ejendom højere, end de soldater med mindre ejendom. Da de velhavende soldater blev inddelt i flere centurier i den tidlige romerske hær – med en større militær byrde – blev de velhavende soldater også inddelt i flere centurier i Centurie-forsamlingen. De velhavende soldater – der var færre i antal og havde mere at tabe – havde således samlet set større indflydelse.
Under den Servianske Organisation var de 193 centurier i Centurie-forsamlingen opdelt i tre forskellige klasser: officersklassen (kavaleriet eller equites), den hvervede klasse (infanteri eller pedites) samt den resterende klasse (for de ubevæbnede). Officersklassen var grupperet i 18 centurier, hvoraf seks (sex suffragia) udelukkende var sammensat af patriciere. Den hvervede klasse blev grupperet i 170 centurier. De fleste hvervede personer (dem i alderen 17 til 46) blev grupperet i 85 centurier af "juniorsoldater" (iuniores eller "unge mænd"). Det relativt begrænsede antal af hvervede soldater, der var i alderen 46 til 60, blev grupperet i 85 centurier af "seniorsoldater" (seniorer eller "gamle mænd"). Resultatet af denne ordning var, at de ældre soldaters stemmer vejede mere end de numerisk set større yngre soldaters stemmer. I henhold til Cicero (som var konsul i 63 f.Kr.) var denne udformning bevidst, så forsamlingens beslutninger var mere i overensstemmelse med viljen hos de mere erfarne soldater, der uden tvivl havde mere at tabe. De 170 centurier af hvervede soldater blev opdelt i fem klasser, hver med et særskilt ejendomskrav: De første klasser bestod af soldater med tung rustning (se Triarii og Principes), mens de lavere klasser havde mindre udrustning (se Hastati og Velites) og soldaterne af femte klasse havde ikke andet end slynger og sten. Hver af de fem ejendomsklasser blev delt ligeligt mellem centurier af yngre soldater og centurier af ældre soldater. Den første klasse af hvervede soldater bestod af 80 centurier, klasse to til fire hver bestod af tyve centurier, mens klasse fem bestod af 30 centurier. De ubevæbnede soldater blev opdelt i de sidste fem centurier: fire af disse centurier var sammensat af håndværkere og musikere (såsom trompetister og hornblæsere), mens det femte centurie (proletarii) bestod af mennesker med ringe eller ingen ejendom.
| Klasse                     | Centurier/ Stemmer | Folketællings ejendom | Udstyr                                 |
| -------------------------- | ------------------ | --------------------- | -------------------------------------- |
| Riddere (equites)          | 18                 |                       | Hest, fuld rustning, forskellige våben |
| Klasse I                   | 80                 | 100.000 As            | Fuld rustning, nogle våben             |
| Klasse II                  | 20                 | 75.000 As             | Næsten fuld rustning, nogle våben      |
| Klasse III                 | 20                 | 50.000 As             | Nogle rustninger, få våben             |
| Klasse IV                  | 20                 | 25.000 As             | Lille rustning, få våben               |
| Klasse V                   | 30                 | 11.000 As             | Ingen rustning, enkelt våben           |
| Proletariatet              | 5                  |                       | Ingen                                  |
| Samlet centuries / stemmer | 193                |                       |                                        |

Under en afstemning i Centurie-forsamlingen skulle alle centurier i én klasse stemme, inden centurier i den næste – lavere klasse – kunne stemme. De syv klasser stemte i en bestemt rækkefølge: Den første klasse af værnepligtige stemte først, efterfulgt af officersklassen (med de seks centurier bestående af patricier, der stemte først blandt denne klasse), derefter den anden klasse af værnepligtige, derefter den tredje klasse af værnepligtige, derefter den fjerde klasse af værnepligtige, derefter den femte klasse af værnepligtige og så afslutningsvis de resterende centurier (de ubevæbnede). Når en foranstaltning eller ét forlag modtog et simpelt stemmeflertal, sluttede afstemningen. Derfor havde mange lavere rangerende centurier sjældent – hvis nogensinde – en chance for rent faktisk at stemme.

## Omorganisering
Under den Servianske Organisation af den romerske hær var forsamlingen domineret af aristokratiet. Officersklassen (equites) og den første klasse af hvervede soldater kontrollerede nok stemmer til at opnå et flertal. Men mellem 241 og 216 f.Kr. blev centurier (stemmegrupper) omfordelt. Under det gamle system var der i alt 193 centurier , mens der under det nye system var i alt 373 centurier. Under det nye system blev de 35 stammer (tribus) hver opdelt i ti centurier: fem af ældre soldater og fem af yngre soldater. Af hvert af disse fem centurier blev en tildelt en af de fem ejendomsklasser. Derfor havde hver stamme to centurier (en af ældre soldater og en af yngre soldater) tildelt hver af de fem ejendomsklasser. Desuden blev ejendomskravene for hver af de fem klasser formentlig hævet. I alt resulterede dette i 350 centurier af hvervede soldater. De samme 18 centurier af officerer, og de samme fem centurier af ubevæbnede soldater, var også inkluderet i omstruktureringen. Således kunne ét flertal nu normalt først opnås, når den tredje klasse af hvervede centurier var begyndt at stemme.
I Centurie-forsamlingen – der var en folkeforsamling i antikkens Rom – var den laveste rangordning besat af det femte centurie (proletarii), som bestod af ubevæbnede borgere. Da dette centurie altid stemte sidst, havde det aldrig nogen reel indflydelse på valgene. Som følge heraf blev det så dårligt anset, at det stort set blev ignoreret under folketællingen (census).
I sin diktatorperiode fra 82 f.Kr. til 80 f.Kr. genindførte Lucius Cornelius Sulla den gamle Servianske Organisation for Centurie-forsamlingen. Denne reform var en del af en række forfatningsændringer, som Sulla gennemførte i kølvandet på den nylige borgerkrig mellem hans tilhængere og tilhængerne af den tidligere konsul Gajus Marius. Hans reformer var tiltænkt at genskabe aristokratisk kontrol over forfatningen og dermed forhindre fremkomsten af endnu en Marius. Sulla døde i 78 f.Kr., og i 70 f.Kr. ophævede konsulerne Pompejus Magnus og Marcus Licinius Crassus Sullas forfatningsreformer, herunder hans genoprettelse af den Servianske Organisation af Centurie-forsamlingen. De genetablerede den mindre aristokratiske organisation (fra 241 f.Kr. af censorerne Marcus Fabius Buteo og Gajus Aurelius Cotta).

### Anvendt Litteratur
- Abbott, Frank Frost (1901). A History and Description of Roman Political Institutions. Elibron Classics (ISBN 0-543-92749-0).
- Byrd, Robert (1995). The Senate of the Roman Republic. U.S. Government Printing Office, Senate Document 103-23.
- Cicero, Marcus Tullius (1841). The Political Works of Marcus Tullius Cicero: Comprising his Treatise on the Commonwealth; and his Treatise on the Laws. Translated from the original, with Dissertations and Notes in Two Volumes. By Francis Barham, Esq. London: Edmund Spettigue. Vol. 1.
- Lintott, Andrew (1999). The Constitution of the Roman Republic. Oxford University Press (ISBN 0-19-926108-3).
- Polybius (1823). The General History of Polybius: Translated from the Greek. By James Hampton. Oxford: Printed by W. Baxter. Fifth Edition, Vol 2.
- Taylor, Lily Ross (1966). Roman Voting Assemblies: From the Hannibalic War to the Dictatorship of Caesar. The University of Michigan Press (ISBN 0-472-08125-X).

### Yderligere læsning
- Ihne, Wilhelm. Researches Into the History of the Roman Constitution. William Pickering. 1853.
- Johnston, Harold Whetstone. Orations and Letters of Cicero: With Historical Introduction, An Outline of the Roman Constitution, Notes, Vocabulary and Index. Scott, Foresman and Company. 1891.
- Mommsen, Theodor. Roman Constitutional Law. 1871–1888
- Tighe, Ambrose. The Development of the Roman Constitution. D. Apple & Co. 1886.
- Von Fritz, Kurt. The Theory of the Mixed Constitution in Antiquity. Columbia University Press, New York. 1975.
- The Histories by Polybius
- Cambridge Ancient History, Volumes 9–13.
- A. Cameron, The Later Roman Empire, (Fontana Press, 1993).
- M. Crawford, The Roman Republic, (Fontana Press, 1978).
- E. S. Gruen, "The Last Generation of the Roman Republic" (U California Press, 1974)
- F. Millar, The Emperor in the Roman World, (Duckworth, 1977, 1992).
- A. Lintott, "The Constitution of the Roman Republic" (Oxford University Press, 1999)
- T. Robert S. Broughton, The Magistrates of the Roman Republic, American Philological Association, 1952–1960.

### Primære kilder
- Cicero's De Re Publica, Book Two
- Rome at the End of the Punic Wars: An Analysis of the Roman Government; by Polybius Arkiveret 2007-02-05 hos  Wayback Machine

### Sekundært kildemateriale
- Considerations on the Causes of the Greatness of the Romans and their Decline, by Montesquieu Arkiveret 2011-11-06 hos  Wayback Machine
- The Roman Constitution to the Time of Cicero
- What a Terrorist Incident in Ancient Rome Can Teach Us